# 老地湾清代建筑村
老地湾清代建筑村，位于中国广东省清远市英德市英城镇石尾村老地湾，为清远市英德市的一个市级文物保护单位，类型为古建筑，公布时间为1995年12月。
老地湾清代建筑村的历史年代为清代。